# Rugomero (periodiskt vattendrag i Burundi, Cankuzo)
Rugomero är ett periodiskt vattendrag i Burundi.   Det ligger i provinsen Cankuzo, i den nordöstra delen av landet, 160 kilometer öster om huvudstaden Bujumbura.
I omgivningarna runt Rugomero växer huvudsakligen savannskog. Runt Rugomero är det ganska tätbefolkat, med 120 invånare per kvadratkilometer.